# Tatjana Maria
Tatjana Malek (épouse Maria), née le 8 août 1987 à Bad Saulgau, est une joueuse de tennis allemande, professionnelle depuis 2006.
À ce jour, elle a remporté quatre titres en simple et quatre titres en double dames sur le circuit WTA.

## Biographie

### Carrière sportive
En 2008, alors âgée de 21 ans, Tatjana Maria a failli mourir d'une thrombose suivie d'une embolie pulmonaire et perd quelques mois plus tard son père, un ancien joueur de handball, international polonais qui l'accompagnait lors de ses tournois.
En 2009, de retour en compétition, elle réussit sa meilleure saison, mais la saison suivante c'est le déclin, elle accuse le coup après sa maladie et la mort de son père.
En juin 2018, elle remporte son premier tournoi WTA à Majorque.
Elle remporte son second tournoi WTA le 10 juin 2022 lors du tournoi de Bogota, battant en finale la Brésilienne Laura Pigossi en trois sets.
En juillet 2022, Tatjana Maria atteint pour la première fois de sa carrière, les demi-finales d'un Grand Chelem, en simple, à Wimbledon, elle s'incline face à la Tunisienne Ons Jabeur (2-6, 6-3, 1-6).
En 2023, elle remporte pour la deuxième fois consécutive le tournoi de Bogota (performance qui n'avait plus été réalisé depuis près de vingt ans). Tête de série numéro elle efface les qualifiées Carolina Alves (6-2, 6-4) et Nuria Brancaccio (6-3, 6-2), la Britannique Francesca Jones (6-3, 6-4) et l'Américaine Peyton Stearns (6-3, 2-6, 6-4), toutes des joueuses évoluant hors du Top 100 pour remporter son troisième titre.
Issue des qualifications, elle remporte son plus beau titre en carrière à 37 ans, en juin 2025 au Queen's, tournoi qui revient dans le calendrier féminin pour la première fois depuis plus de cinquante ans. Elle écarte la Canadienne Leylah Fernandez, ancienne finaliste de l'US Open (7-6, 6-2), la Tchèque Karolína Muchová, demi-finaliste à New York en fin de saison dernière (6-7, 7-5, 6-1), perdant son seul set sur son parcours. Elle élimine en quarts l'ancienne lauréate de Wimbledon Elena Rybakina (6-4, 7-6) et en demi-finale sa première Top 10 depuis trois ans, Madison Keys, vainqueur de son premier Majeur en début d'année à l'Open d'Australie (6-3, 7-6). Titrée contre une autre Américaine, Amanda Anisimova (6-3, 6-4), elle soulève son quatrième titre en carrière, le premier sur gazon depuis sept ans, et sa rapproche de son meilleur classement en réintégrant le Top 50.

### Style de jeu
Avant 2013, Tatjana Maria pratique un tennis d'attaque à plat de fond de court, introduit d'abord par Monica Seles, et devenu hégémonique à partir des années 2010, principalement en raison de la domination de Serena Williams, dont la puissance imposait à ses rivales d'adopter son propre style pour lui faire face. Toutefois, après cette date, un changement majeur apparaît dans son jeu. Attendant son premier enfant, elle accepte la proposition de son mari et entraîneur Charles-Édouard Maria, passant au revers à une main. Une modification d'une telle ampleur, extrêmement rare à ce niveau et à cet âge, provoque alors une évolution considérable de son jeu. Elle fonde à partir de ce moment celui-ci sur la variation, notamment sur un emploi très fréquent du slice, en revers et, chose beaucoup plus inhabituelle, en coup droit. Cela lui permet de décontenancer des joueuses en majorité prises au dépourvu par l'emploi de cet effet.

### Vie privée
En 2012, sa rencontre avec un ancien joueur de tennis français, Charles-Édouard Maria, change sa carrière. Elle l'épouse en mai 2013 et s'aligne depuis lors sous son nom marital, Tatjana Maria.
En juin 2013, elle annonce lors du Tournoi de Wimbledon qu'elle est enceinte de son premier enfant. Elle donne naissance à une petite fille en décembre 2013, tout en poursuivant sa carrière. Elle donne naissance à une deuxième petite fille en avril 2021.

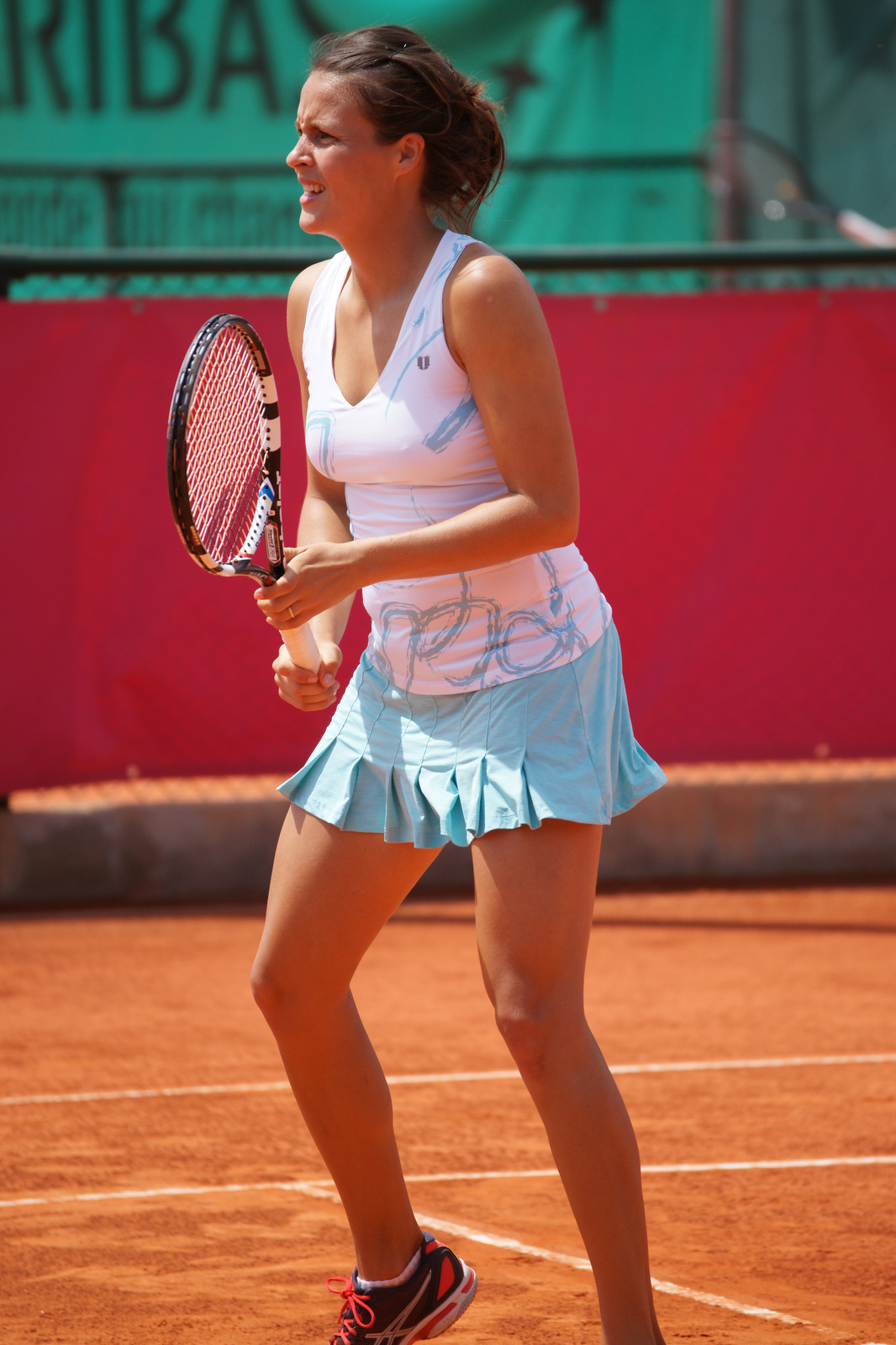
Tatjana Malek, Open de Cagnes-sur-Mer en 2013.

## Palmarès

### Titres en simple dames
| No | Date       | Nom et lieu du tournoi                        | Catégorie | Dotation    | Surface      | Finaliste            | Score         |          |
| -- | ---------- | --------------------------------------------- | --------- | ----------- | ------------ | -------------------- | ------------- | -------- |
| 1  | 24-06-2018 | Mallorca Open, Calvià                         | Intern'l  | 250 000 $   | Gazon (ext.) | Anastasija Sevastova | 6-4, 7-5      | Parcours |
| 2  | 04-04-2022 | Copa Colsanitas, Bogota                       | WTA 250   | 239 477 $   | Terre (ext.) | Laura Pigossi        | 6-3, 4-6, 6-2 | Parcours |
| 3  | 03-04-2023 | Copa Colsanitas presentado por Zurich, Bogota | WTA 250   | 259 303 $   | Terre (ext.) | Peyton Stearns       | 6-3, 2-6, 6-4 | Parcours |
| 4  | 09-06-2025 | The HSBC Championships, Londres               | WTA 500   | 1 064 510 $ | Gazon (ext.) | Amanda Anisimova     | 6-3, 6-4      | Parcours |

### Finale en simple dames
Aucune

### Titres en double dames
| No | Date       | Nom et lieu du tournoi           | Catégorie | Dotation  | Surface         | Partenaire          | Finalistes                           | Score              |          |
| -- | ---------- | -------------------------------- | --------- | --------- | --------------- | ------------------- | ------------------------------------ | ------------------ | -------- |
| 1  | 10-09-2012 | Challenge Bell Québec            | Intern'l  | 220 000 $ | Moquette (int.) | Kristina Mladenovic | Alicja Rosolska Heather Watson       | 7-65, 6-76, [10-7] | Parcours |
| 2  | 11-04-2016 | Claro Open Colsanitas Bogota     | Intern'l  | 250 000 $ | Terre (ext.)    | Lara Arruabarrena   | Gabriela Cé Andrea Gámiz             | 6-2, 4-6, [10-8]   | Parcours |
| 3  | 26-02-2018 | Abierto Mexicano Telcel Acapulco | Intern'l  | 250 000 $ | Dur (ext.)      | Heather Watson      | Kaitlyn Christian Sabrina Santamaria | 7-5, 2-6, [10-2]   | Parcours |
| 4  | 16-09-2019 | Korea Open Séoul                 | Intern'l  | 226 750 $ | Dur (ext.)      | Lara Arruabarrena   | Hayley Carter Luisa Stefani          | 7-67, 3-6, [10-7]  | Parcours |

### Finales en double dames
| No | Date       | Nom et lieu du tournoi          | Catégorie | Dotation  | Surface      | Vainqueures                      | Partenaire        | Score    |          |
| -- | ---------- | ------------------------------- | --------- | --------- | ------------ | -------------------------------- | ----------------- | -------- | -------- |
| 1  | 20-07-2009 | Gastein Ladies Bad Gastein      | Intern'l  | 220 000 $ | Terre (ext.) | Andrea Hlaváčková Lucie Hradecká | Andrea Petkovic   | 6-2, 6-4 | Parcours |
| 2  | 06-10-2014 | Japan Women's Open Osaka        | Intern'l  | 250 000 $ | Dur (ext.)   | Shuko Aoyama Renata Voráčová     | Lara Arruabarrena | 6-1, 6-2 | Parcours |
| 3  | 13-07-2015 | Swedish Open Båstad             | Intern'l  | 250 000 $ | Terre (ext.) | Kiki Bertens Johanna Larsson     | Olga Savchuk      | 7-5, 6-4 | Parcours |
| 4  | 25-04-2016 | GP Princesse Lalla Meryem Rabat | Intern'l  | 250 000 $ | Terre (ext.) | Xenia Knoll Aleksandra Krunić    | Raluca Olaru      | 6-3, 6-0 | Parcours |

### Titre en simple en WTA 125
| No | Date       | Nom et lieu du tournoi              | Catégorie | Dotation  | Surface    | Finaliste   | Score    |          |
| -- | ---------- | ----------------------------------- | --------- | --------- | ---------- | ----------- | -------- | -------- |
| 1  | 14-08-2023 | Baranquilla Open 2023, Barranquilla | WTA 125   | 115 000 $ | Dur (ext.) | Fiona Ferro | 6-1, 6-2 | Parcours |

### Finales en simple en WTA 125
| No | Date       | Nom et lieu du tournoi            | Catégorie | Dotation  | Surface      | Vainqueure        | Score          |          |
| -- | ---------- | --------------------------------- | --------- | --------- | ------------ | ----------------- | -------------- | -------- |
| 1  | 19-06-2023 | Veneto Open, Gaiba                | WTA 125   | 115 000 $ | Gazon (ext.) | Ashlyn Krueger    | 3-6, 6-4, 7-5  | Parcours |
| 2  | 12-08-2024 | Barranquilla Open, Barranquilla   | WTA 125   | 115 000 $ | Dur (ext.)   | Nadia Podoroska   | 6-2, 1-6, 6-3  | Parcours |
| 3  | 02-09-2024 | Guadalajara 125 Open, Guadalajara | WTA 125   | 115 000 $ | Dur (ext.)   | Kamilla Rakhimova | 6-3, 65-7, 6-3 | Parcours |
| 4  | 07-07-2025 | Hall of Fame Open, Newport        | WTA 125   | 115 000 $ | Gazon (ext.) | Caty McNally      | 2-6, 6-4, 6-2  | Parcours |

### Finale en double en WTA 125
| No | Date       | Nom et lieu du tournoi    | Catégorie | Dotation  | Surface    | Vainqueures                      | Partenaire          | Score            |          |
| -- | ---------- | ------------------------- | --------- | --------- | ---------- | -------------------------------- | ------------------- | ---------------- | -------- |
| 1  | 23-11-2015 | Carlsbad Classic Carlsbad | WTA 125   | 125 000 $ | Dur (ext.) | Gabriela Cé Verónica Cepede Royg | Oksana Kalashnikova | 1-6, 6-4, [10-8] | Parcours |

## Parcours en Grand Chelem

### En simple dames
| Année | Open d'Australie | Open d'Australie     | Internationaux de France | Internationaux de France | Wimbledon       | Wimbledon              | US Open         | US Open            |
| ----- | ---------------- | -------------------- | ------------------------ | ------------------------ | --------------- | ---------------------- | --------------- | ------------------ |
| 2007  | Q1               | Abigail Spears       | —                        | —                        | 1er tour (1/64) | Kaia Kanepi            | 1er tour (1/64) | Pauline Parmentier |
| 2008  | 1er tour (1/64)  | Yaroslava Shvedova   | —                        | —                        | —               | —                      | —               | —                  |
| 2009  | 2e tour (1/32)   | Svetlana Kuznetsova  | Q3                       | Yvonne Meusburger        | 2e tour (1/32)  | Samantha Stosur        | 1er tour (1/64) | Amélie Mauresmo    |
| 2010  | 1er tour (1/64)  | Agnieszka Radwańska  | 1er tour (1/64)          | Timea Bacsinszky         | 1er tour (1/64) | Nadia Petrova          | Q1              | Elena Bovina       |
| 2011  | Q1               | Eva Birnerová        | Q1                       | Laura Thorpe             | Q1              | Nuria Llagostera Vives | Q2              | Stéphanie Dubois   |
| 2012  | —                | —                    | Q3                       | Zhang Shuai              | Q2              | Lara Arruabarrena      | 2e tour (1/32)  | Sloane Stephens    |
| 2013  | Q3               | Vera Dushevina       | 1er tour (1/64)          | Paula Ormaechea          | 1er tour (1/64) | Hsieh Su-wei           | —               | —                  |
| 2014  | —                | —                    | —                        | —                        | —               | —                      | Q2              | Ons Jabeur         |
| 2015  | 1er tour (1/64)  | Peng Shuai           | 1er tour (1/64)          | Camila Giorgi            | 3e tour (1/16)  | Madison Keys           | 1er tour (1/64) | Ana Konjuh         |
| 2016  | 2e tour (1/32)   | Ekaterina Makarova   | 2e tour (1/32)           | Alizé Cornet             | 1er tour (1/64) | Julia Boserup          | Q3              | Laura Robson       |
| 2017  | Q2               | Anastasiya Komardina | 2e tour (1/32)           | Simona Halep             | 2e tour (1/32)  | Coco Vandeweghe        | 2e tour (1/32)  | Madison Keys       |
| 2018  | 1er tour (1/64)  | Maria Sharapova      | 1er tour (1/64)          | Kirsten Flipkens         | 2e tour (1/32)  | Kristina Mladenovic    | 2e tour (1/32)  | Elina Svitolina    |
| 2019  | 1er tour (1/64)  | Serena Williams      | 1er tour (1/64)          | Danielle Collins         | 1er tour (1/64) | Angelique Kerber       | 1er tour (1/64) | Kaia Kanepi        |
| 2020  | 1er tour (1/64)  | Catherine Bellis     | —                        | —                        | Annulé          | Annulé                 | 1er tour (1/64) | Alison Riske       |
| 2021  | —                | —                    | —                        | —                        | —               | —                      | Q1              | Susan Bandecchi    |
| 2022  | 1er tour (1/64)  | María Sákkari        | 1er tour (1/64)          | Sorana Cîrstea           | 1/2 finale      | Ons Jabeur             | 1er tour (1/64) | María Sákkari      |
| 2023  | 1er tour (1/64)  | Lucrezia Stefanini   | 1er tour (1/64)          | Beatriz Haddad Maia      | 1er tour (1/64) | Sorana Cîrstea         | 1er tour (1/64) | Petra Martić       |
| 2024  | 2e tour (1/32)   | Jasmine Paolini      | 1er tour (1/64)          | Clara Tauson             | 1er tour (1/64) | Katie Boulter          | 2e tour (1/32)  | Coco Gauff         |
| 2025  | 2e tour (1/32)   | Clara Tauson         | 1er tour (1/64)          | Barbora Krejčíková       | 1er tour (1/64) | Katie Volynets         |                 |                    |

N.B. : à droite du résultat se trouve le nom de l'ultime adversaire.

### En double dames
| Année | Open d'Australie                                                                           | Open d'Australie                                                                        | Internationaux de France                                                                 | Internationaux de France                                                             | Wimbledon                                                                                  | Wimbledon                                                                           | US Open                                                                              | US Open |
| ----- | ------------------------------------------------------------------------------------------ | --------------------------------------------------------------------------------------- | ---------------------------------------------------------------------------------------- | ------------------------------------------------------------------------------------ | ------------------------------------------------------------------------------------------ | ----------------------------------------------------------------------------------- | ------------------------------------------------------------------------------------ | ------- |
| 2007  | —                                                                                          | —                                                                                       | —                                                                                        | —                                                                                    | 2e tour (1/16) A.L. Grönefeld \|\| style="text-align:left;" \| S. Kuznetsova N. Petrova    | —                                                                                   | —                                                                                    |         |
|       |                                                                                            |                                                                                         |                                                                                          |                                                                                      |                                                                                            |                                                                                     |                                                                                      |         |
| 2009  | —                                                                                          | —                                                                                       | —                                                                                        | —                                                                                    | 1er tour (1/32) A. Petkovic \|\| style="text-align:left;" \| S. Kuznetsova A. Mauresmo     | 2e tour (1/16) A. Petkovic \|\| style="text-align:left;" \| M. Kirilenko E. Vesnina |                                                                                      |         |
| 2010  | 1er tour (1/32) A. Petkovic \|\| style="text-align:left;" \| C. Black L. Huber             | 1er tour (1/32) A. Petkovic \|\| style="text-align:left;" \| D. Hantuchová C. Wozniacki | 1er tour (1/32) A. Petkovic \|\| style="text-align:left;" \| T. Bacsinszky T. Garbin     | 1er tour (1/32) A. Petkovic \|\| style="text-align:left;" \| A. Glatch C. Vandeweghe |                                                                                            |                                                                                     |                                                                                      |         |
| 2011  | 1er tour (1/32) A. Petkovic \|\| style="text-align:left;" \| S. Peer Peng S.               | —                                                                                       | —                                                                                        | —                                                                                    | —                                                                                          | —                                                                                   | —                                                                                    |         |
| 2012  | —                                                                                          | —                                                                                       | —                                                                                        | —                                                                                    | —                                                                                          | —                                                                                   | 2e tour (1/16) M. Barthel \|\| style="text-align:left;" \| A. Hlaváčková L. Hradecká |         |
| 2013  | 1er tour (1/32) K. Bertens \|\| style="text-align:left;" \| M. Johansson P. Parmentier     | 1er tour (1/32) K. Bertens \|\| style="text-align:left;" \| A.L. Grönefeld K. Peschke   | 1er tour (1/32) I. Falconi \|\| style="text-align:left;" \| J. Čepelová O. Kalashnikova  | —                                                                                    | —                                                                                          |                                                                                     |                                                                                      |         |
| 2014  | —                                                                                          | —                                                                                       | 2e tour (1/16) E. Svitolina \|\| style="text-align:left;" \| K. Kanepi A. Panova         | —                                                                                    | —                                                                                          | —                                                                                   | —                                                                                    |         |
| 2015  | 1er tour (1/32) R. Olaru \|\| style="text-align:left;" \| B. Mattek-Sands L. Šafářová      | 2e tour (1/16) M. Brengle \|\| style="text-align:left;" \| Hsieh S.-w. F. Pennetta      | 1er tour (1/32) M. Brengle \|\| style="text-align:left;" \| A.L. Grönefeld C. Vandeweghe | 1er tour (1/32) M. Brengle \|\| style="text-align:left;" \| E. Bouchard E. Vesnina   |                                                                                            |                                                                                     |                                                                                      |         |
| 2016  | 1er tour (1/32) M. Brengle \|\| style="text-align:left;" \| D. Kasatkina D. Kovinić        | 1/8 de finale M. Brengle \|\| style="text-align:left;" \| Chan H.-c. Chan Y.-j.         | 2e tour (1/16) M. Brengle \|\| style="text-align:left;" \| R. Atawo A. Spears            | 1er tour (1/32) M. Brengle \|\| style="text-align:left;" \| V. Golubic N. Melichar   |                                                                                            |                                                                                     |                                                                                      |         |
| 2017  | 2e tour (1/16) P. Parmentier \|\| style="text-align:left;" \| T. Babos A. Pavlyuchenkova   | —                                                                                       | —                                                                                        | 2e tour (1/16) O. Dodin \|\| style="text-align:left;" \| E. Makarova E. Vesnina      | 1er tour (1/32) O. Dodin \|\| style="text-align:left;" \| J. Cako S. Vickery               |                                                                                     |                                                                                      |         |
| 2018  | 1er tour (1/32) P. Parmentier \|\| style="text-align:left;" \| M. Krajicek A. Kudryavtseva | 2e tour (1/16) H. Watson \|\| style="text-align:left;" \| B. Krejčíková K. Siniaková    | 1/4 de finale H. Watson \|\| style="text-align:left;" \| B. Krejčíková K. Siniaková      | 1er tour (1/32) H. Watson \|\| style="text-align:left;" \| Han X. R. Olaru           |                                                                                            |                                                                                     |                                                                                      |         |
| 2019  | 1er tour (1/32) H. Watson \|\| style="text-align:left;" \| N. Melichar K. Peschke          | 1er tour (1/32) H. Watson \|\| style="text-align:left;" \| E. Mertens A. Sabalenka      | —                                                                                        | —                                                                                    | 1er tour (1/32) S. Kenin \|\| style="text-align:left;" \| Chan H.-c. Chan Y.-j.            |                                                                                     |                                                                                      |         |
| 2020  | 1er tour (1/32) A. Sevastova \|\| style="text-align:left;" \| K. Flipkens T. Townsend      | —                                                                                       | —                                                                                        | Annulé                                                                               | Annulé                                                                                     | —                                                                                   | —                                                                                    |         |
|       |                                                                                            |                                                                                         |                                                                                          |                                                                                      |                                                                                            |                                                                                     |                                                                                      |         |
| 2022  | 1er tour (1/32) M. Brengle \|\| style="text-align:left;" \| M. Adamczak Han X.             | 1er tour (1/32) A.L. Friedsam \|\| style="text-align:left;" \| D. Gálfi A. Kalinskaya   | 1er tour (1/32) O. Dodin \|\| style="text-align:left;" \| L. Kichenok J. Ostapenko       | —                                                                                    | —                                                                                          |                                                                                     |                                                                                      |         |
| 2023  | 1er tour (1/32) A. Bogdan \|\| style="text-align:left;" \| O. Gadecki P. Hon               | 1er tour (1/32) E. Cocciaretto \|\| style="text-align:left;" \| G. Dabrowski L. Stefani | 1er tour (1/32) K. Piter \|\| style="text-align:left;" \| M. Linette B. Pera             | 3e tour (1/8) A. Rus \|\| style="text-align:left;" \| J. Brady L. Stefani            |                                                                                            |                                                                                     |                                                                                      |         |
| 2024  | 1er tour (1/32) A. Rus \|\| style="text-align:left;" \| K. Kawa M. Kostyuk                 | —                                                                                       | —                                                                                        | 1er tour (1/32) A. Rus \|\| style="text-align:left;" \| C. Bucșa N. Hibino           | 1er tour (1/32) A.K. Schmiedlová \|\| style="text-align:left;" \| E. Shibahara A. Sutjiadi |                                                                                     |                                                                                      |         |
| 2025  | —                                                                                          | —                                                                                       | 1er tour (1/32) E. Lys \|\| style="text-align:left;" \| U. Eikeri E. Hozumi              |                                                                                      |                                                                                            |                                                                                     |                                                                                      |         |

N.B. : le nom de la partenaire se trouve sous le résultat ; les noms des ultimes adversaires se trouvent à droite.

### En double mixte
| Année | Open d'Australie | Open d'Australie | Internationaux de France                                                             | Internationaux de France | Wimbledon | Wimbledon | US Open | US Open |
| ----- | ---------------- | ---------------- | ------------------------------------------------------------------------------------ | ------------------------ | --------- | --------- | ------- | ------- |
| 2016  | —                | —                | 1er tour (1/16) N. Mahut \|\| style="text-align:left;" \| A. Kudryavtseva R. Bopanna | —                        | —         | —         | —       |         |

N.B. : le nom de la partenaire se trouve sous le résultat ; les noms des ultimes adversaires se trouvent à droite.

## Parcours en «Premier» et WTA 1000
Les tournois WTA « Premier Mandatory » et « Premier 5 » (entre 2009 et 2020) et WTA 1000 (à partir de 2021) constituent les catégories d'épreuves les plus prestigieuses, après les quatre levées du Grand Chelem. 

De 2009 à 2023, les tournois Premier Mandatory (dits tournois WTA 1000 obligatoires entre 2021 et 2023) regroupent Indian Wells, Miami, Madrid et Pékin, les autres constituant les tournois Premier 5 (tournois WTA 1000 non-obligatoires). À partir de 2024, le nombre de tournois WTA 1000 passe à 10 par saison (fin de l’alternance Doha / Dubaï), ces derniers devenant tous obligatoires et offrant tous 1000 points à la vainqueure (contre 900 points précédemment pour les tournois Premier 5).

### En simple dames
| Année |       |                             |         |                             |                                |                            |                             |                              |                            |                              |  |  |
| Doha  | Dubaï | Indian Wells                | Miami   | Madrid                      | Rome                           | Canada                     | Cincinnati                  | Pékin                        |                            | Tokyo                        |  |  |
| Doha  | Dubaï | Indian Wells                | Miami   | Madrid                      | Rome                           | Canada                     | Cincinnati                  | Pékin                        | Wuhan                      |                              |  |  |
| Doha  | Dubaï | Indian Wells                | Miami   | Madrid                      | Rome                           | Canada                     | Cincinnati                  | Pékin                        | Guadalajara                |                              |  |  |
| 2009  |       | Hors calendrier             |         |                             |                                |                            |                             |                              | 1er tour (1/32) R. Vinci   |                              |  |  |
| 2010  |       | Hors calendrier             |         | 1er tour (1/64) A. Molik    | 1er tour (1/64) S. Errani      |                            |                             |                              |                            |                              |  |  |
|       |       |                             |         |                             |                                |                            |                             |                              |                            |                              |  |  |
| 2015  |       | WTA 500                     |         |                             | 3e tour (1/16) B. Bencic       |                            |                             |                              |                            |                              |  |  |
| 2016  |       |                             | WTA 500 | 1er tour (1/64) J. Larsson  |                                |                            |                             |                              |                            | 1er tour (1/32) E. Svitolina |  |  |
| 2017  |       | WTA 500                     |         | 1er tour (1/64) M. Brengle  |                                |                            |                             |                              |                            |                              |  |  |
| 2018  |       | 1er tour (1/32) C. Witthöft | WTA 500 | 1er tour (1/64) P. Martić   | 1er tour (1/64) C. Witthöft    |                            |                             | 1er tour (1/32) A. Cornet    | 2e tour (1/16) S. Stephens |                              |  |  |
| 2019  |       | WTA 500                     |         | 2e tour (1/32) A. Barty     | 4e tour (1/8) M. Vondroušová   |                            |                             | 2e tour (1/16) N. Osaka      |                            |                              |  |  |
|       |       |                             |         |                             |                                |                            |                             |                              |                            |                              |  |  |
| 2023  |       | WTA 500                     |         | 2e tour (1/32) D. Kasatkina | 1er tour (1/64) M. Vondroušová | 2e tour (1/32) B. Pera     | 1er tour (1/64) A. Bondár   |                              |                            | 2e tour (1/16) E. Rybakina   |  |  |
| 2024  |       | 1er tour (1/32) G. Minnen   |         | 2e tour (1/32) J. Paolini   | 1er tour (1/64) E. Arango      | 2e tour (1/32) V. Azarenka | 2e tour (1/32) D. Kasatkina | 1er tour (1/32) M. Kostyuk   |                            |                              |  |  |
| 2025  |       |                             |         | 1er tour (1/64) B. Bencic   |                                |                            |                             | 1er tour (1/64) L. Siegemund | 2e tour (1/32) M. Kostyuk  |                              |  |  |

Sous le résultat, l’ultime adversaire.
1. 1 2   Les tournois de Doha et Dubaï alternent le statut de tournoi WTA 1000 (ex Premier 5) entre 2009 et 2023 : les trois premières éditions ont lieu à Dubaï, les trois suivantes à Doha, puis Dubaï accueille le tournoi de cette catégorie les années impaires et Dubaï les années paires. De 2011 à 2023, la ville qui n’accueille pas de WTA 1000 organise à la place un tournoi WTA 500 (ex Premier).
2. 1 2 3 4 5 6 7 8   L’ordre de déroulement des tournois a évolué depuis 2009 : Rome se dispute avant Madrid et Cincinnati avant Montréal/Toronto jusqu’en 2010, tandis que Tokyo (2009-2013)-Wuhan (2014-2019, 2024-)-Guadalajara (2022-2023) ont lieu avant Pékin jusqu’en 2023.

## Parcours aux Jeux olympiques

### En simple dames
| # | Date       | Nom de l'olympiade         | Surface             | Résultat        | Ultime adversaire | Score    |          |
| - | ---------- | -------------------------- | ------------------- | --------------- | ----------------- | -------- | -------- |
| 1 | 27/07/2024 | Olympic Tennis Event Paris | Terre battue (ext.) | 1er tour (1/32) | María Carlé       | 6-0, 6-0 | Parcours |

### En double dames
| # | Date       | Nom de l'olympiade         | Surface             | Résultat        | Partenaire       | Ultimes adversaires         | Score    |          |
| - | ---------- | -------------------------- | ------------------- | --------------- | ---------------- | --------------------------- | -------- | -------- |
| 1 | 27/07/2024 | Olympic Tennis Event Paris | Terre battue (ext.) | 1er tour (1/16) | Tamara Korpatsch | María Carlé Nadia Podoroska | 6-3, 6-0 | Parcours |

## Parcours en Fed Cup
| #                                                                              | Date       | Lieu      | Surface         | Gagnante(s)                       | Perdante(s)                       | Score          |          |
| ------------------------------------------------------------------------------ | ---------- | --------- | --------------- | --------------------------------- | --------------------------------- | -------------- | -------- |
|                                                                                |            |           |                 |                                   |                                   |                |          |
| 2006 - Barrage (groupe mondial I) - Chine - Allemagne - 4 : 1                  |            |           |                 |                                   |                                   |                |          |
| 1                                                                              | 15/07/2006 | Pékin     | Dur (int.)      | Tatjana Malek                     | Sun Tiantian                      | 4-6, 6-3, 6-3  | Parcours |
|                                                                                |            |           |                 |                                   |                                   |                |          |
| 2007 - 1er tour (groupe mondial II) - Allemagne - Croatie - 4 : 1              |            |           |                 |                                   |                                   |                |          |
| 2                                                                              | 21/04/2007 | Fürth     | Terre (ext.)    | Tatjana Malek                     | Ivana Lisjak                      | 6-2, 6-3       | Parcours |
| 2                                                                              | 21/04/2007 | Fürth     | Terre (ext.)    | Tatjana Malek Andrea Petkovic     | Jelena Kostanić Sanja Ancic       | 6-3, 6-77, 6-3 | Parcours |
|                                                                                |            |           |                 |                                   |                                   |                |          |
| 2007 - Barrage (groupe mondial I) - Japon - Allemagne - 2 : 3                  |            |           |                 |                                   |                                   |                |          |
| 3                                                                              | 14/07/2007 | Toyota    | Moquette (int.) | Tatjana Malek                     | Erika Takao                       | 6-4, 6-3       | Parcours |
| 3                                                                              | 14/07/2007 | Toyota    | Moquette (int.) | Tatjana Malek                     | Ayumi Morita                      | 6-4, 6-3       | Parcours |
| 3                                                                              | 14/07/2007 | Toyota    | Moquette (int.) | Anna-Lena Grönefeld Tatjana Malek | Rika Fujiwara Ayumi Morita        | 6-3, 6-4       | Parcours |
|                                                                                |            |           |                 |                                   |                                   |                |          |
| 2008 - 1/4 de finale (groupe mondial) - États-Unis - Allemagne - 4 : 1         |            |           |                 |                                   |                                   |                |          |
| 4                                                                              | 02/02/2008 | La Jolla  | Dur (ext.)      | Ashley Harkleroad                 | Tatjana Malek                     | 6-1, 6-3       | Parcours |
| 4                                                                              | 02/02/2008 | La Jolla  | Dur (ext.)      | Lisa Raymond Lindsay Davenport    | Anna-Lena Grönefeld Tatjana Malek | 6-2, 6-0       | Parcours |
|                                                                                |            |           |                 |                                   |                                   |                |          |
| 2009 - 1er tour (groupe mondial II) - Suisse - Allemagne - 2 : 3               |            |           |                 |                                   |                                   |                |          |
| 5                                                                              | 07/02/2009 | Zurich    | Dur (int.)      | Anna-Lena Grönefeld Tatjana Malek | Patty Schnyder Stefanie Vögele    | 6-4, 6-3       | Parcours |
|                                                                                |            |           |                 |                                   |                                   |                |          |
| 2009 - Barrage (groupe mondial I) - Allemagne - Chine - 3 : 2                  |            |           |                 |                                   |                                   |                |          |
| 6                                                                              | 25/04/2009 | Francfort | Terre (ext.)    | Peng Shuai                        | Tatjana Malek                     | 6-2, 2-6, 7-5  | Parcours |
|                                                                                |            |           |                 |                                   |                                   |                |          |
| 2010 - 1/4 de finale (groupe mondial) - République tchèque - Allemagne - 3 : 2 |            |           |                 |                                   |                                   |                |          |
| 7                                                                              | 06/02/2010 | Brno      | Dur (int.)      | Lucie Hradecká Květa Peschke      | Anna-Lena Grönefeld Tatjana Malek | 6-1, 6-3       | Parcours |
|                                                                                |            |           |                 |                                   |                                   |                |          |
| 2010 - Barrage (groupe mondial I) - Allemagne - France - 2 : 3                 |            |           |                 |                                   |                                   |                |          |
| 8                                                                              | 24/04/2010 | Francfort | Terre (ext.)    | Aravane Rezaï                     | Tatjana Malek                     | 2-6, 6-3, 6-0  | Parcours |
|                                                                                |            |           |                 |                                   |                                   |                |          |
| 2011 - 1er tour (groupe mondial II) - Slovénie - Allemagne - 1 : 4             |            |           |                 |                                   |                                   |                |          |
| 9                                                                              | 05/02/2011 | Maribor   | Terre (int.)    | Anna-Lena Grönefeld Tatjana Malek | Polona Hercog Katarina Srebotnik  | 7-63, ab.      | Parcours |
|                                                                                |            |           |                 |                                   |                                   |                |          |
| 2018 - 1/4 de finale (groupe mondial) - Biélorussie - Allemagne - 2 : 3        |            |           |                 |                                   |                                   |                |          |
| 10                                                                             | 10/02/2018 | Minsk     | Dur (int.)      | Aryna Sabalenka                   | Tatjana Maria                     | 4-6, 6-1, 6-2  | Parcours |
| 10                                                                             | 10/02/2018 | Minsk     | Dur (int.)      | Tatjana Maria                     | Vera Lapko                        | 6-4, 5-7, 6-0  | Parcours |
| 10                                                                             | 10/02/2018 | Minsk     | Dur (int.)      | Anna-Lena Grönefeld Tatjana Maria | Lidziya Marozava Aryna Sabalenka  | 6-74, 7-5, 6-4 | Parcours |
|                                                                                |            |           |                 |                                   |                                   |                |          |
| 2019 - 1/4 de finale (groupe mondial) - Allemagne - Biélorussie - 0-4          |            |           |                 |                                   |                                   |                |          |
| 11                                                                             | 09/02/2019 | Brunswick | Dur (int.)      | Aliaksandra Sasnovich             | Tatjana Maria                     | 7-63, 6-3      | Parcours |
| 11                                                                             | 09/02/2019 | Brunswick | Dur (int.)      | Aryna Sabalenka                   | Tatjana Maria                     | 6-1, 6-1       | Parcours |

## Classements WTA en fin de saison
| Année          | 2003 | 2004 | 2005 | 2006 | 2007 | 2008 | 2009 | 2010 | 2011 | 2012 | 2013 | 2014 | 2015 | 2016 | 2017 | 2018 | 2019 | 2020 | 2021 | 2022 | 2023 | 2024 |
| Rang en simple | 651  | 552  | 284  | 146  | 88   | 272  | 68   | 137  | 191  | 112  | 258  | 214  | 68   | 116  | 46   | 79   | 90   | 109  | 279  | 68   | 57   | 101  |
| Rang en double | –    | 560  | 371  | 245  | 121  | 372  | 87   | 101  | 138  | 80   | 131  | 107  | 80   | 63   | 206  | 87   | 163  | 165  | 309  | 542  | 307  | 1040 |

Source : (en) Classements de Tatjana Maria sur le site officiel de la Fédération internationale de tennis

## Records et statistiques

### Victoires sur le top 10
Toutes ses victoires sur des joueuses classées dans le top 10 de la WTA lors de la rencontre.
| Légende            |
| ------------------ |
| Grand Chelem       |
| Premier / WTA 1000 |
| WTA 500            |
| WTA 250            |
| Fed Cup            |

| # | Rang   |  | Tournoi   | Année | Surface |  | Adversaire       | Rang | Tour | Score          | Tableau |
| - | ------ |  | --------- | ----- | ------- |  | ---------------- | ---- | ---- | -------------- | ------- |
| 2 | no 113 |  | Miami     | 2015  | Dur     |  | Eugenie Bouchard | no 7 | 1/32 | 6-0, 7-64      | Tableau |
| 3 | no 57  |  | Wimbledon | 2018  | Gazon   |  | Elina Svitolina  | no 5 | 1/64 | 7-63, 4-6, 6-1 | Tableau |
| 4 | no 62  |  | Miami     | 2019  | Dur     |  | Sloane Stephens  | no 6 | 1/16 | 6-3, 6-2       | Tableau |
| 5 | no 103 |  | Wimbledon | 2022  | Gazon   |  | María Sákkari    | no 5 | 1/16 | 6-3, 7-5       | Tableau |
| 6 | no 86  |  | Queen's   | 2025  | Gazon   |  | Madison Keys     | no 8 | 1/2  | 6-3, 7-63      | Tableau |